# Famille von Waldersee
La famille von Waldersee est une famille noble allemande, une lignée morganatique des Ascaniens. La famille, originaire d'Anhalt-Dessau, est élevée au rang de comte prussien en 1786.
Le siège ancestral des comtes de Waldersee est le château de Waterneverstorf, également appelé château Waldersee du nom de ses propriétaires actuels, dans la commune de Behrensdorf am Großer Binnensee (de) dans l'est du Schleswig-Holstein,.

## Histoire

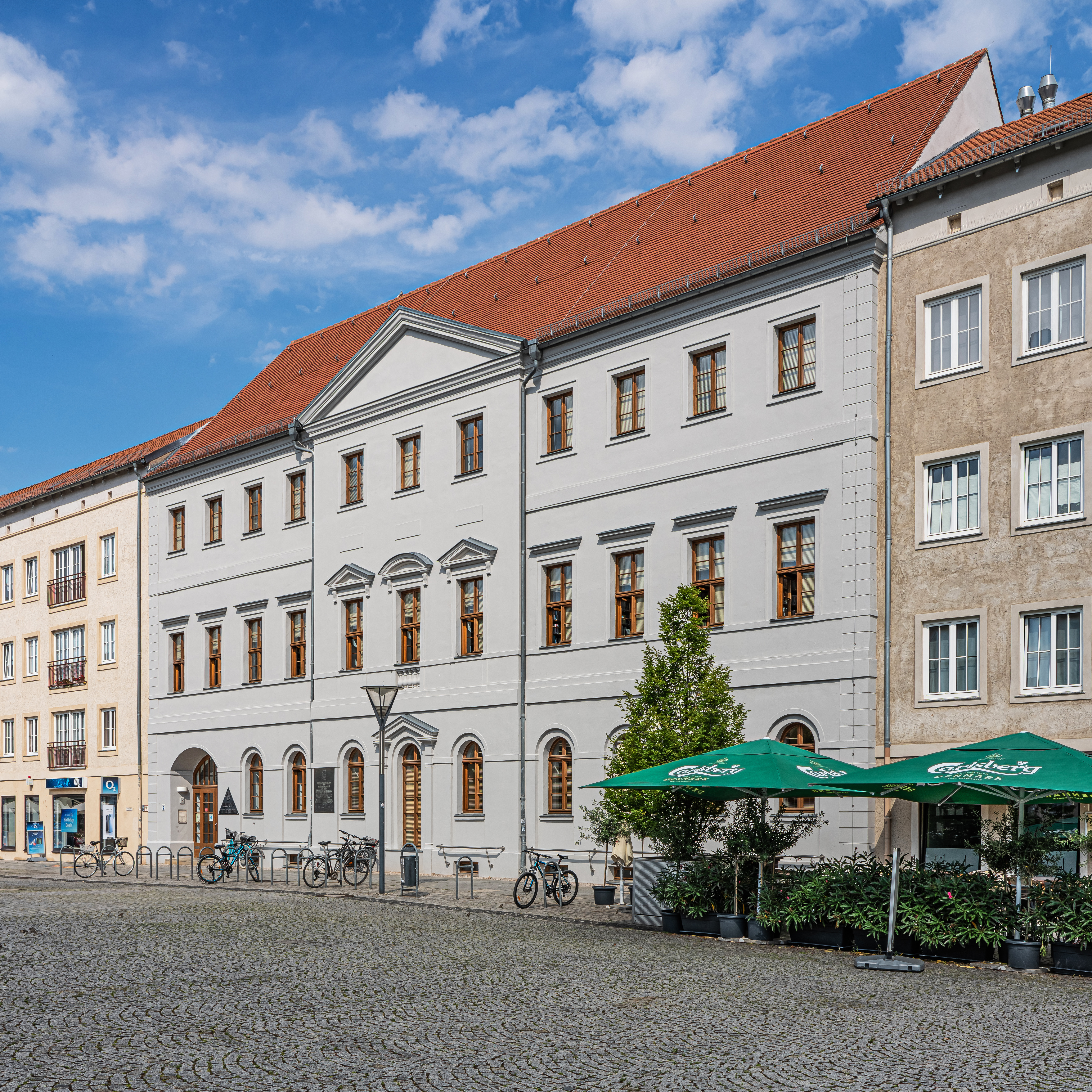
Palais Waldersee à Dessau

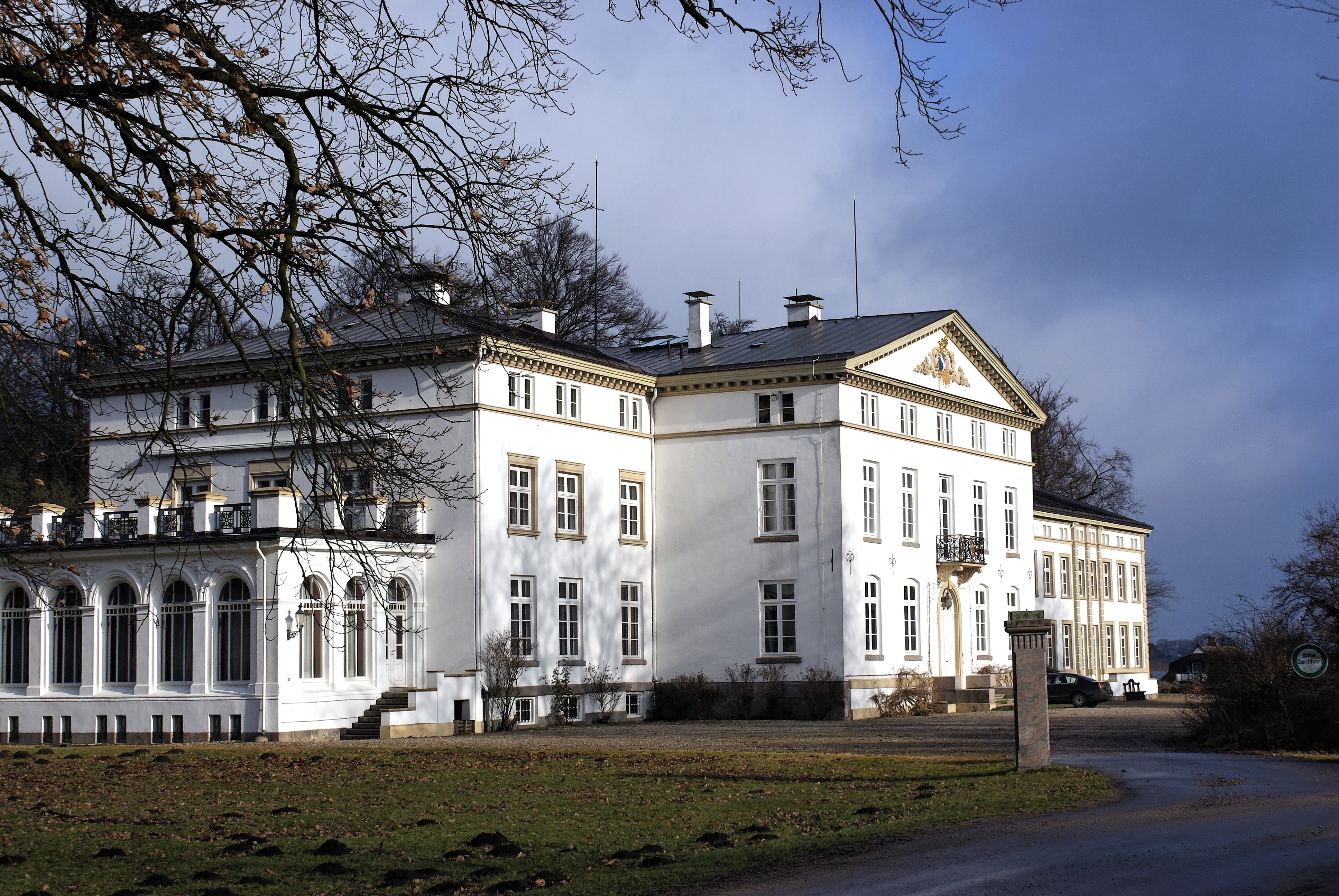
Château de Waterneverstorf

La famille des comtes de Waldersee est issue de l'union prénuptiale du prince ascanien Léopold III d'Anhalt-Dessau avec Johanne Eleonore née Hoffmeyer, épousa plus tard von Neitschütz (de) (1739-1816), fille du premier prédicateur de l'église réformée de Zerbst et sœur de l'archidiacre de la grande église de Dessau. Trois enfants, deux filles et un fils, naissent de cette union. Ce dernier, Franz von Waldersee (1763-1823), fonctionnaire et écrivain, reçoit son nom de famille en référence à l'ancienne famille noble éteinte des Waldeser (de) ou à l'ancien château de Walderser (de) dans l'Anhalt et est élevé au rang de comte prussien le 15 octobre 1786. En 1795, son père lui donne comme résidence le palais Waldersee (de) à Dessau. Il épouse la petite-fille de Guillaume-Gustave d'Anhalt-Dessau (sa cousine au deuxième degré) Louise-Caroline-Casimira-Sophie comtesse d'Anhalt (1767–1842). Ils ont trois fils et trois filles.
Lorsque les comtes de Holstein-Holsteinborg se sont éteints dans la lignée masculine en 1897, leur domaine holsteinois de Waterneverstorf passe par contrat d'héritage aux comtes de Waldersee, qui en sont toujours propriétaires.

## Armes
Le blason de 1786 est écartelé d'or et de rouge et recouvert d'un bouclier en forme de cœur en argent contenant un aigle noir royalement couronné (prussien). Trois casques à couverture rouge et or : à droite deux bras croisés en croissance, constellés de noir et d'or, chacun tenant à mains nues une fronde de paon naturel, au milieu un chapeau pointu rouge à manchettes d'hermine, à gauche un ducale Aigle noir couronné (de Silésie). Les porte-boucliers sont deux lions dorés tournés vers l'intérieur.
Les armoiries des comtes de Waldersee remontent à celles de l'ancienne famille noble éteinte des Waldeser. Les armoiries des comtes de Waldeser, qui se composaient de six champs en rouge et jaune, six drapeaux et trois touffes et frondes, sont converties en armoiries des princes d'Anhalt und später in das Große Staatswappen des Herzogtums Anhalt integriert. et en un forme modifiée à quatre champs par le prince Joachim-Ernest intégrée plus tard dans les grandes armoiries d'État du duché d'Anhalt. Sous cette forme, il constitue également la base des armoiries des comtes de Waldersee. Les couleurs peuvent également être trouvées dans le cadre des armoiries de Dessau et Dessau-Roßlau en tant que signe pour le quartier de Waldersee.

## Personnalités

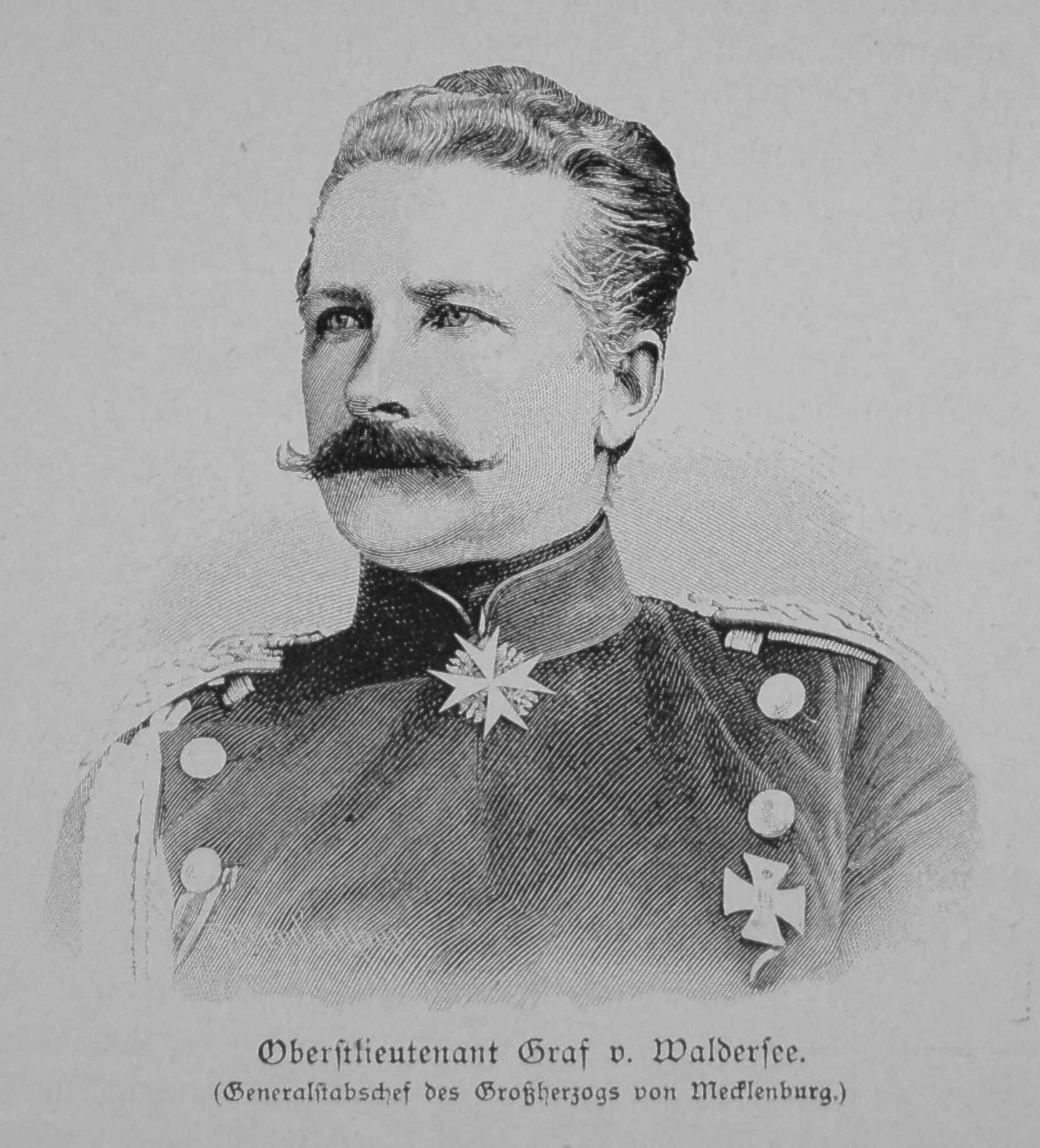
Alfred von Waldersee.

- Alfred von Waldersee (1832-1904), maréchal général prussien
- Bernhard von Waldersee (de) (né en 1952), diplomate allemand
- Franz von Waldersee (1763-1823), fonctionnaire et écrivain allemand
- Franz von Waldersee (1791-1873), général de cavalerie allemand
- Franz von Waldersee (de) (1835-1903), vice-amiral allemand
- Friedrich von Waldersee (1795-1864), lieutenant-général et écrivain militaire prussien
- Friedrich Franz von Waldersee (de) (1829-1902), lieutenant-général prussien
- Georg von Waldersee (1824-1870), colonel prussien et commandant du 4e régiment de grenadiers de la Garde
- Georg von Waldersee (1860-1932), lieutenant-général prussien
- Gustav von Waldersee (de) (1826-1861), major prussien du 67e régiment d'infanterie
- Gustav von Waldersee (1864-1945), major général prussien
- Paul von Waldersee (de) (1831-1906), musicien militaire et musicologue prussien